# Nishi-Magome (metropolitana di Tokyo)
Nishi-Magome (西s馬込駅?, Nishi-Magome-eki) è una stazione della metropolitana di Tokyo che si trova a Ōta. La stazione è servita dalla linea Asakusa della Toei, di cui è capolinea sud. Si tratta della stazione più meridionale di tutta la rete metropolitana della città di Tokyo.

## Struttura
La stazione è dotata di una piattaforma a isola con due binari sotterranei.
| 1-2 | Linea Asakusa | per Oshiage, e servizi diretti sulla linea principale Keisei e linea Hokusō |

## Stazioni adiacenti
| «             | Servizio      | »             |
| Linea Asakusa | Linea Asakusa | Linea Asakusa |
| ------------- | ------------- | ------------- |
| Capolinea     | -             | Magome        |